# Szlovák Írószövetség
A Szlovák Írószövetség (Asociácia organizácií spisovateľov Slovenska) a szlovákiai írók különböző szervezeteinek 1990-ben megalakult közössége (a korábbi Írószövetség utódjaként). A szlovák és a kisebbségi irodalom, ill. a szerzők érdekeit hivatott védeni és támogatni. Tagszervezetei: Független Írók Klubja (Klub nezávislých spisovateľov), Ismeretterjesztő Irodalmi Szerzők Klubja (Klub spisovateľov literatúry faktu), Szlovákia Íróinak Közössége (Obec spisovateľov Slovenska), PEN Szlovák Centrum (Slovenské centrum PEN), Szlovákiai Magyar Írók Társasága (Spoločnosť maďarských spisovateľov na Slovensku) és a Szlovákiai Ukrán Írók Egylete (Spolok ukrajinských spisovateľov Slovenska). A szervezetnek nagyjából 360 tagja van. A szövetség jelenteti meg a Romboid folyóiratot is. Székhelye Pozsony, alkotóháza Gidrafán a Pálffy kastélyban található.

## Külső hivatkozások
- honlap